# Tate Frantz
Tate Frantz (28 marzo 2005) è un saltatore con gli sci ed ex combinatista nordico statunitense.

## Biografia
Tate Frantz, originario di Lake Placid, ha iniziato la sua carriera nella combinata nordica, praticandola dal 2018 al 2022 e disputando anche i Mondiali juniores di Zakopane/Lygnasæter 2022. Dalla stagione 2022-2023 si dedica al salto con gli sci: ha esordito in Coppa del Mondo il 26 novembre 2023 a Kuusamo (30º) e ai Mondiali di volo a Tauplitz 2024, dove si è classificato 20º nella gara individuale e 9º in quella a squadre. Ai Mondiali juniores di Schilpario/Lake Placid 2025 ha vinto la medaglia d'argento nel trampolino normale e nella gara a squadre mista e quella di bronzo nella gara a squadre e ai successivi Mondiali di Trondheim 2025, sua prima presenza iridata, si è piazzato 16º nel trampolino normale, 14º nel trampolino lungo, 8º nella gara a squadre e 6º nella gara a squadre mista. Non ha preso parte a rassegne olimpiche.

## Palmarès

### Salto con gli sci

#### Mondiali juniores
- 3 medaglie:
  - 2 argenti (trampolino normale, gara a squadre mista a Schilpario/Lake Placid 2025)
  - 1 bronzo (gara a squadre a Schilpario/Lake Placid 2025)

#### Coppa del Mondo
- Miglior piazzamento in classifica generale: 42º nel 2024